# Nishi-no-shima
Nishi-no-shima (jap. 西之島; Wyspa Zachodnia, ang. West Island) – mała wyspa wulkaniczna (właściwie tylko wulkan) na Pacyfiku, należąca do Japonii. Wyspa jest niezamieszkana. Znajduje się w tym samym łuku wyspowym, co wyspy Kazan, ale jest położona w dość dużej odległości na północ od tego archipelagu. Została odkryta w 1702 roku przez załogę hiszpańskiego statku „Rosario” i tak też jest czasem nazywana.
Wyspy 西之島 (Nishi-no-shima) na Pacyfiku, należącej administracyjnie do prefektury metropolitalnej Tokio nie należy mylić z wyspą 西ノ島 (Nishi-no-shima) na Morzu Japońskim, należącej administracyjnie do prefektury Shimane. Obie są identycznie nazywane, inna jest pisownia partykuły dzierżawczej -no. 
Nishi-no-shima stanowi fragment szczytu kaldery podmorskiego wulkanu. W latach 1973–1974 erupcja wulkaniczna utworzyła połączenie z wcześniej istniejącą wysepką o długości 700 m.

## Erupcje w XXI wieku
Erupcja podmorskiego wulkanu w listopadzie 2013 roku utworzyła małą wysepkę u wybrzeży wyspy Nishi, prowizorycznie nazwaną Nii-jima („nowa wyspa”). Aktywność wulkaniczna stopniowo powiększała obszar nowej wyspy: pod koniec grudnia osiągnęła ona rozmiary, takie jak Nishino-shima, a także połączyła się z nią. 20 stycznia 2014 roku nowo powstały obszar lądowy był już półtora raza większy niż pierwotna wyspa. Na początku kwietnia, przy trwającej erupcji, wyspa osiągnęła powierzchnię ok. 1 km², a wokół dwóch głównych kraterów uformowały się stożki sięgające 60 m n.p.m.. W październiku 2014 roku zdjęcia satelitarne ukazywały, że nowe wylewy lawy niemal całkowicie pokryły starszą wyspę. Główny stożek wulkaniczny w lutym 2015 roku miał wysokość 135 m. Na wybrzeżach oprócz potoków lawowych utworzyły się plaże z wulkanicznego piasku. Wulkan był aktywny jeszcze w listopadzie.
Patrole japońskiej straży wybrzeża w grudniu 2015 roku i styczniu 2016 nie spostrzegły oznak aktywności wulkanicznej, co wskazywało na ustanie erupcji. Łącznie wyspa rozrosła się około 12 razy w stosunku do stanu z początku listopada 2013. W 2016 roku na stożku wulkanu obserwowano słabe fumarole, u wybrzeży pojawiała się zabarwiona woda.
Kolejna erupcja miała miejsce od kwietnia do sierpnia 2017, dwa nowe potoki lawowe dotarły do morza, przesuwając linię brzegową o 310 m w kierunku południowo-zachodnim i 380 m w kierunku zachodnim. Łącznie wyspa osiągnęła powierzchnię około 3 km². Mniejsza erupcja wystąpiła w lipcu 2018 roku.
Erupcja rozpoczęta w grudniu 2019 roku jest większa niż dwie poprzednie, zmienił się także jej charakter. W lipcu 2020 wulkan wyrzucał pył wulkaniczny na wysokość od 3 do 8,3 kilometra; pył pokrył całą powierzchnię wyspy. Ocenia się, że do lipca z wulkanu wylało się od 1,2 do 1,8 km³ lawy.

## Zmiany powierzchni wyspy

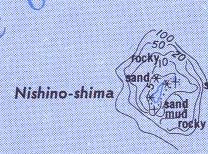
Mapa sprzed 1973 roku
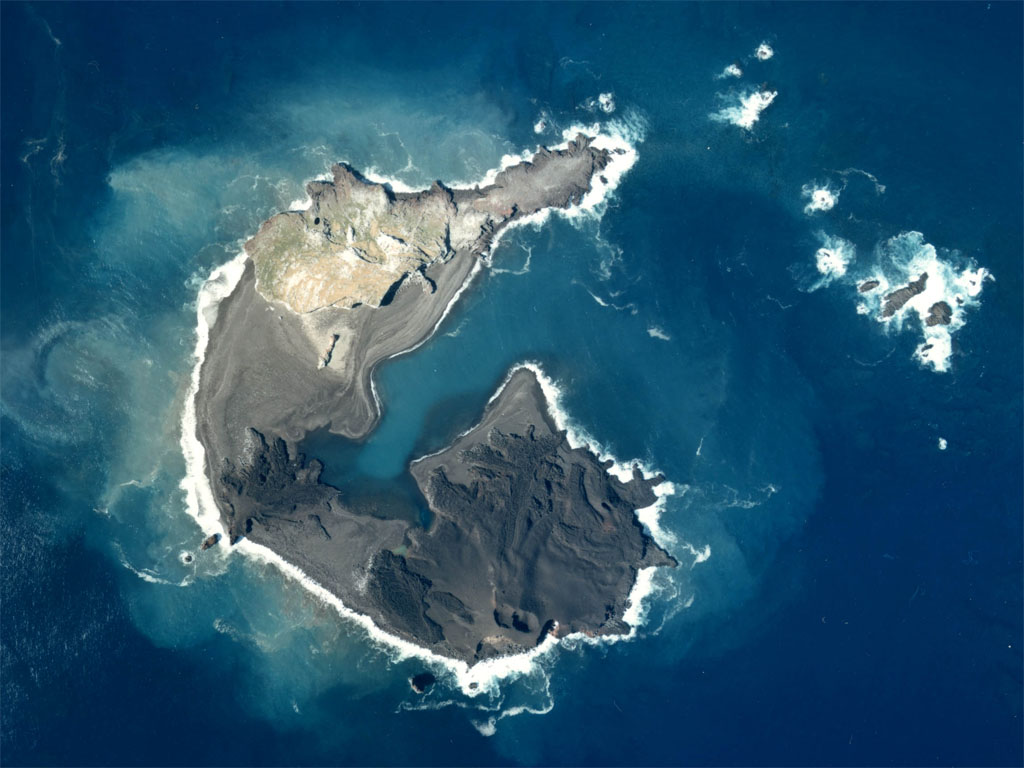
Wyspa w 1978, cztery lata po erupcji, która zwiększyła jej obszar
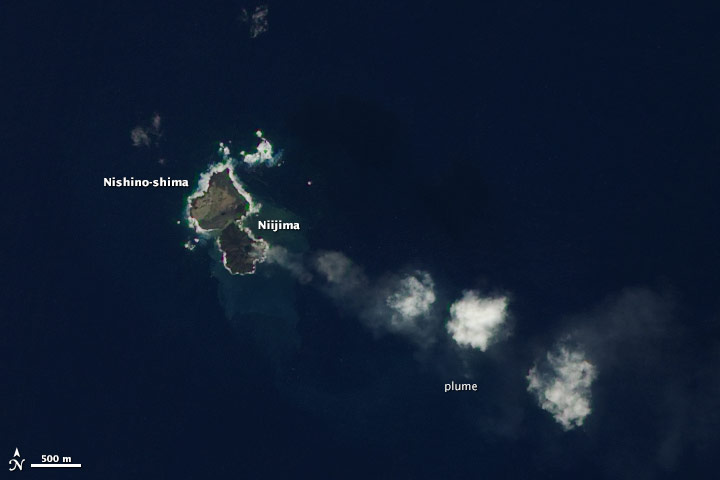
W grudniu 2013 nowa wyspa wulkaniczna połączyła się ze starszym lądem
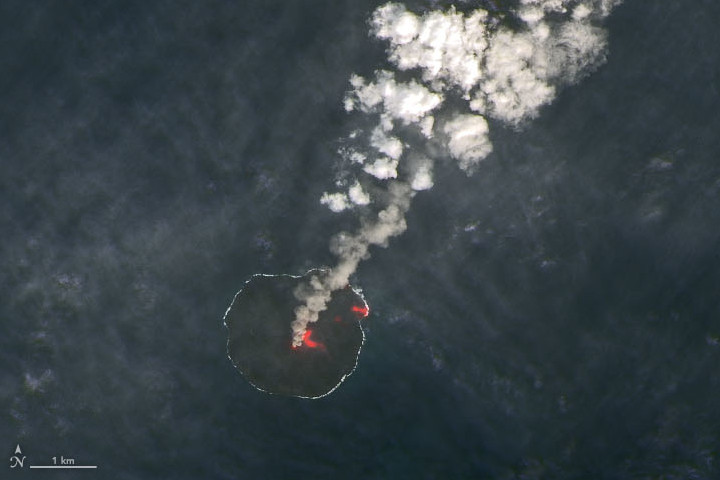
Zdjęcie satelitarne wybuchającego wulkanu w styczniu 2020

## Konsekwencje
Rozrost wyspy w kierunku zachodnim spowodował konieczność przesunięcia granic wód terytorialnych i wyłącznej strefy ekonomicznej Japonii, jako że wedle prawa międzynarodowego rozciągają się one odpowiednio o 12 i 200 mil morskich od wybrzeży. W 2016 roku japońska straż wybrzeża rozpoczęła przygotowywanie nowej mapy, uwzględniającej zmiany ukształtowania wyspy i dna morskiego wokół niej. Ocenia się, że wyłączna strefa ekonomiczna poszerzy się o 50 km², natomiast wody terytorialne o 70 km².
Opróżnienie komory magmowej położonej pod wulkanem, może doprowadzić do zapadnięcia się wyspy i powstania rozległej kaldery. Oprócz zniszczenia wyspy, takie zdarzenie spowodowałoby powstanie fali tsunami. Nie wiadomo, czy taki będzie los Nishi-no-shimy.